# Henri Guérin
Henri Guérin (Montmirail, 27 de agosto de 1921 –  Saint-Coulomb, 2 de abril de 1995) foi um futebolista é treinador francês, que atuou como defensor.

## Carreira
Henri Guérin comandou o elenco da Seleção Francesa na Copa do Mundo de 1966.